# Joel Fitzgibbon
Joel Andrew Fitzgibbon, né le 16 janvier 1962 à Bellingen, en Nouvelle Galles du Sud, est un homme politique australien. Il est ministre de la défense dans le premier gouvernement Rudd (29 novembre 2007 - 4 juin 2009). Membre du parti travailliste australien, il est député de la circonscription de Hunter en Nouvelle-Galles du Sud à la chambre des représentants depuis l'élection de mars 1996. Il est le fils de Eric Fitzgibbon, le précédent député de Hunter de 1984 à 1996.

## Biographie
Avant de faire de la politique, Fitzgibbon est successivement électricien automobile, officier électoral, enseignant technique à mi-temps et responsable d'une petite entreprise. Il est membre du conseil de la ville de Cessnock de 1987 à 1995.
Il est élu du cabinet fantôme en tant que ministre des mines, de l'énergie et des forêts en 2003-05. En juin 2005, il est nommé trésorier assistant et ministre des revenus, des petites entreprises et de la compétition dans ce cabinet.
Début 2006, quand Kevin Rudd devient chef de l'opposition, Fitzgibbon est nommé ministre de la défense de son cabinet fantôme.
Il est réélu à l'élection de 2007 et nommé ministre de la défense dans le cabinet de Kevin Rudd le 29 novembre 2007. Le 4 juin 2009, il doit présenter sa démission après des révélations indiquant qu'il a organisé une réunion entre un général chargé des services de santé de l'armée et son frère, à la tête d'une compagnie d'assurance. Il doit également présenter des excuses pour avoir accepté et passé sous silence des voyages tous frais payés et des cadeaux d'une riche australienne d'origine chinoise lorsqu'il était député. 
Il est remplacé par le sénateur John Faulkner comme nouveau ministre de la Défense.